# Figurki porcelanowe polskich szlachcianek i szlachciców

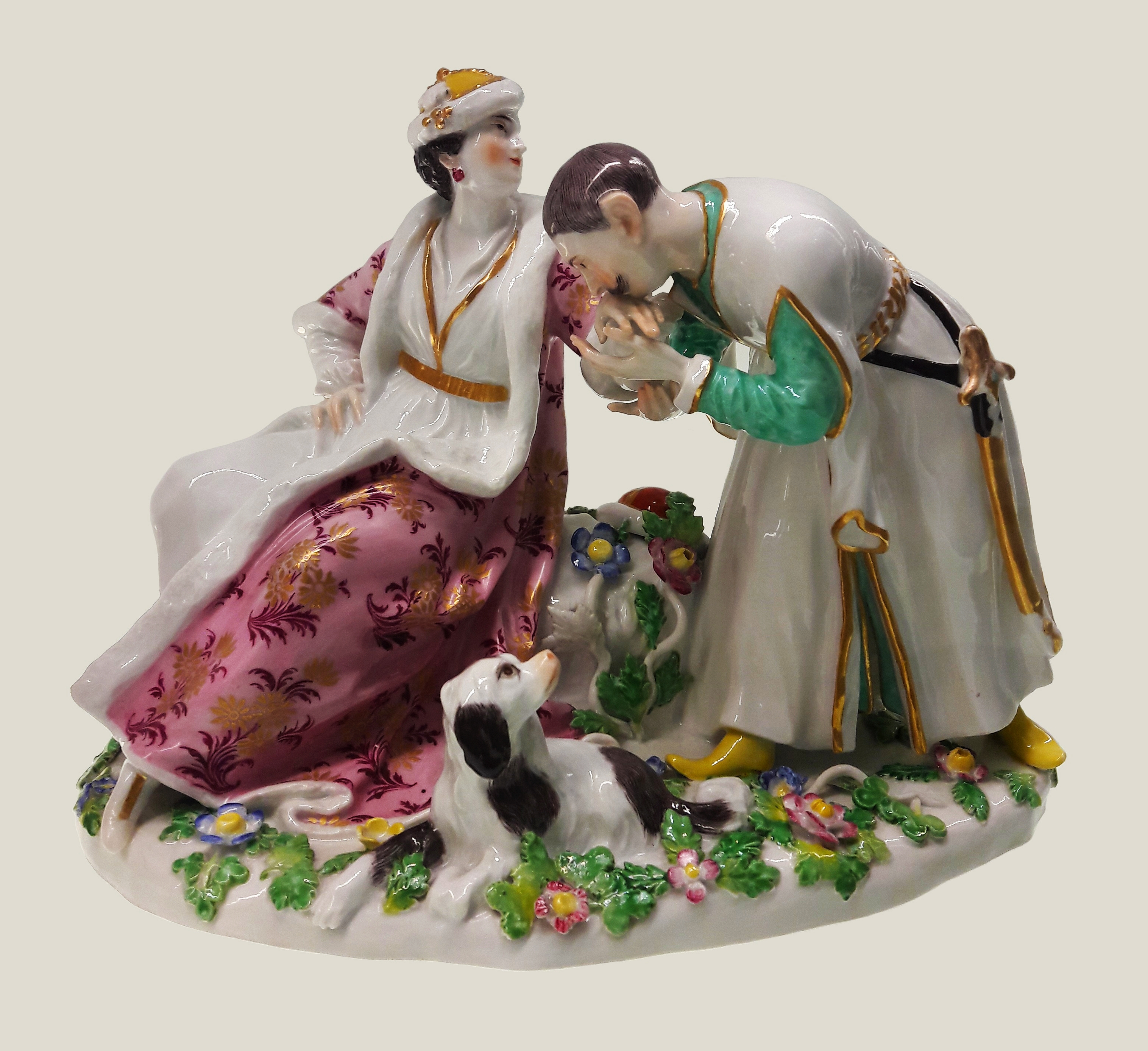
Grupa figuralna Polski pocałunek zaprojektowana przez Johanna Joachima Kändlera. Muzeum Narodowe w Warszawie

Figurki porcelanowe polskich szlachcianek i szlachciców – figurki wyprodukowane z porcelany w manufakturze w Miśni w XVIII wieku.
W XVIII wieku w Saksonii zaczęto fascynować się kulturą sarmacką w Polsce, a zwłaszcza strojem szlachty z tego okresu.
Pierwsze figurki tego typu powstały w 1725 roku według projektów Georga Fritzsche. Zainteresowanie figurkami wzrosło za panowania Augusta III, który sam portretował się w polskich narodowych szatach.
W latach 40. XVIII wieku projektantami figurek byli: Johann Joachim Kändler, który kierował w tym czasie manufakturą miśnieńską, Johann Friedrich Eberlein, Peter Reinicke, Friedrich Elias Meyer. Powstała duża kolekcja figurek, które można zobaczyć w wielu europejskich muzeach. Figurki miśnieńskie były naśladowane w innych niemieckich warsztatach, a także we francuskiej manufakturze Samsona. W zbiorach wawelskich znajduje się 6 figurek Polek i 16 Polaków oraz grupa figuralna „Polski pocałunek” .
Około połowy XVIII wieku figurki porcelanowe ustawiano na stołach podczas uroczystych biesiad obok srebrnych i porcelanowych naczyń. Komponowano wielopostaciowe dekoracje na lustrzanej tafli lub na barwionym piasku. Później figurki służyły do dekoracji wnętrz samodzielnie.

## Figurki szlachcianek
Kobiety przedstawiane są zwykle w tanecznej pozie, w sukienkach o jasnych barwach. Okrycie wierzchnie stanowią krótkie kontusiki często obszyte futrem, z wylotami odrzuconymi do tyłu. Damy unoszą fałdy sukni rękami ukazując pantofle z kokardami i rąbek halki. Na głowie mają peruki, czasem niewielkie czapeczki .

## Figurki szlachciców
Mężczyźni mają wygolone głowy, ozdobne żupany, przepasane kontusze, wysokie buty. Na głowie u niektórych postaci widoczne czapki, które czasem trzymają w ręce lub zawieszają na rękojeści szabli. Jedną dłoń wspierają na biodrze, drugą sięgają do rękojeści zakrzywionej szabli .
Figurki wykonane są z porcelany szkliwionej, malowanej, pozłacanej. Postacie stoją na okrągłych cokolikach pokrytych dekoracją roślinną i ornamentem rocaille .

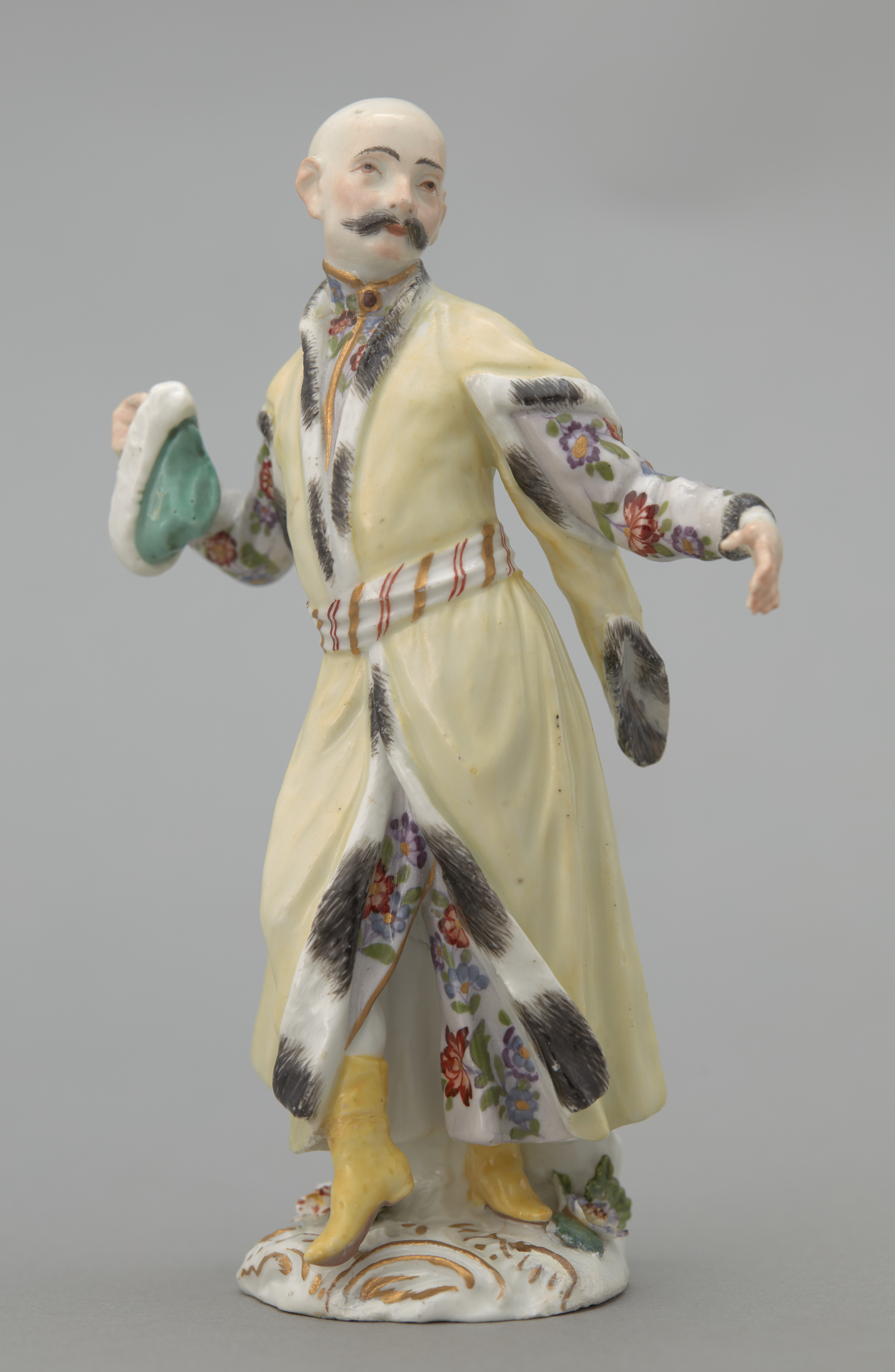
Figurka szlachcica, według modelu Friedricha Eliasa Meyera. Muzeum Książąt Czartoryskich w Krakowie
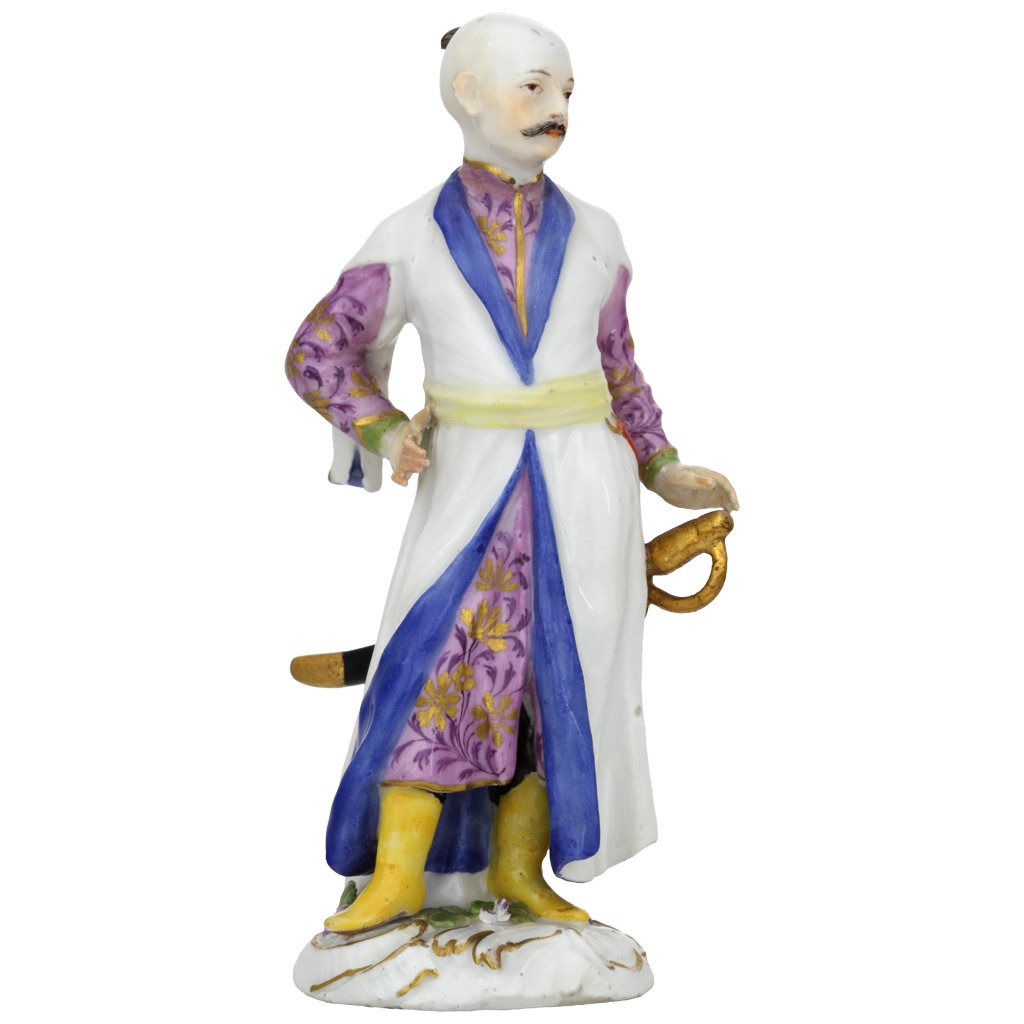
Figurka Polaka, według modelu Johanna Joachima Kändlera i Petera Reinickego. Zamek Królewski na Wawelu – Państwowe Zbiory Sztuki
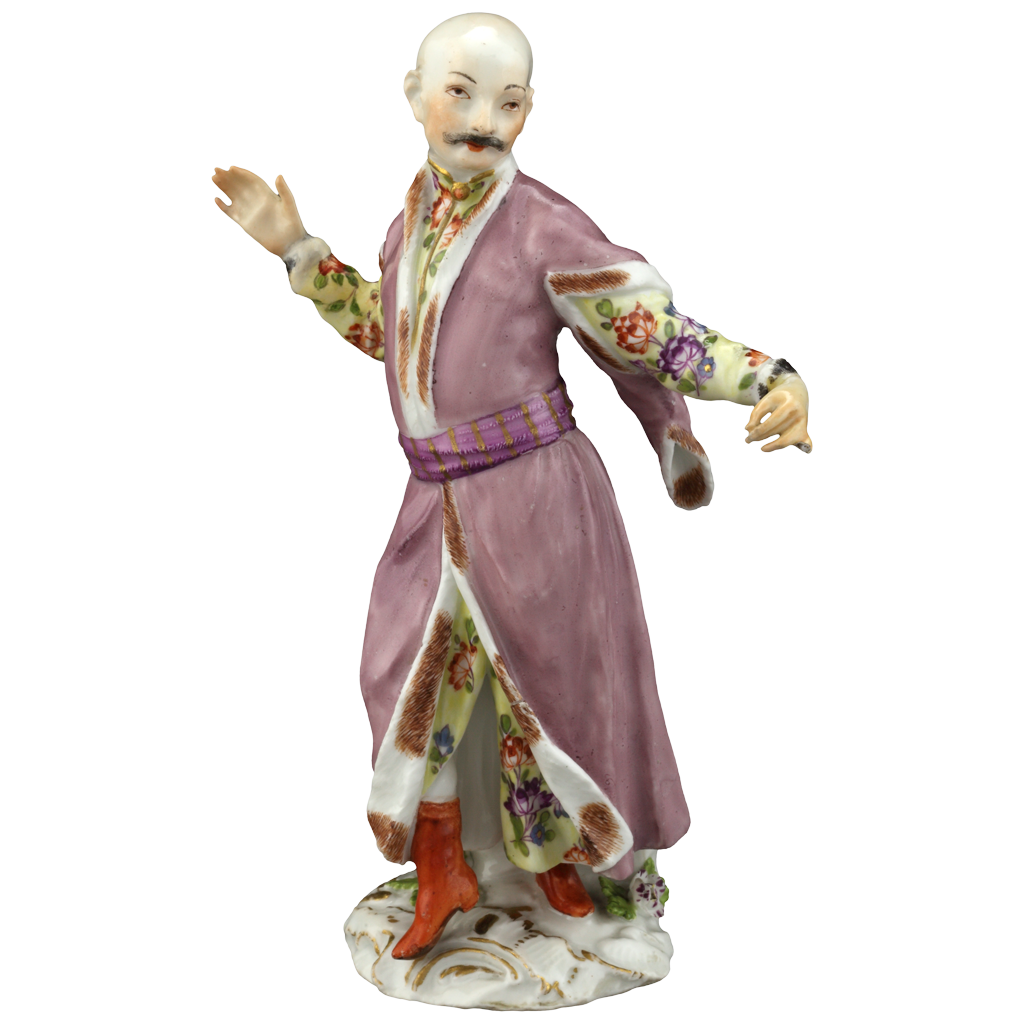
Figurka Polaka, według modelu Johanna Joachima Kändlera i Petera Reinickego. Zamek Królewski na Wawelu – Państwowe Zbiory Sztuki
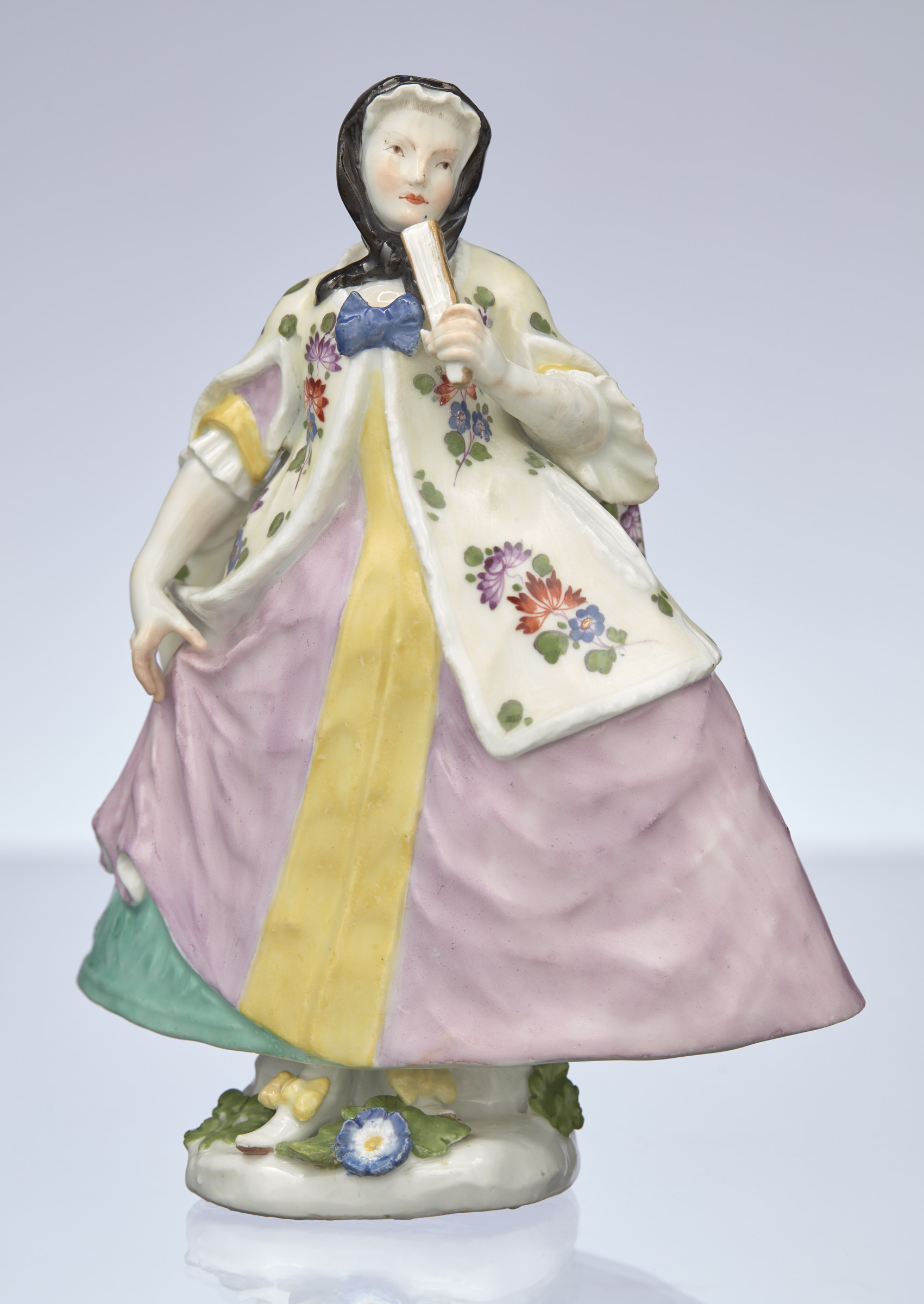
Polska szlachcianka, według modelu Johanna Joachima Kändlera. Muzeum Książąt Czartoryskich w Krakowie